# Golconde (Magritte)
Pour les articles homonymes, voir Golkonda.
Golconde est un tableau de René Magritte peint en 1953. Il en existe plusieurs versions dont l'une fait partie de la Menil Collection à Houston. Une esquisse de petite taille est l'une des nombreuses œuvres du legs Scutenaire-Hamoir aux musées royaux des Beaux-Arts de Belgique à Bruxelles.
C'est un tableau surréaliste (80 x 100 cm) qui représente de manière répétée, quasiment obsédante et symétrique, un homme très impersonnel, un peu raide, qui « pleut » sur la ville représentée par de simples immeubles blancs au toit rouge, qui occupent la moitié inférieure du tableau. La perspective est à la fois linéaire avec un point de fuite visible sur l'immeuble de droite, atmosphérique (hommes au fond qui deviennent légèrement flous) et comporte une succession de plans. Les couleurs, plutôt froides, se partagent entre le blanc, le bleu, le gris et le beige. On pourrait croire la lumière venant de derrière les immeubles comme une aube naissante et mettant en valeur les hommes qui sont comme des taches noires, mais l'ombre des messieurs nous indique l'inverse. 
Une interprétation de ce tableau est que Magritte nous montre qu'un individu peut être complètement absorbé par un groupe : tous ces hommes sont habillés de façon identique, ils ont les mêmes caractéristiques physiques, ils flottent tous (ou volent tous). À première vue chaque individu est fondu dans le groupe, mais si on en regarde attentivement un en particulier, on peut s'apercevoir qu'il est unique.
Le titre Golconde n'a pas de réelle explication, car le peintre expliquait que « Les titres de tableaux ne sont pas des explications et les tableaux ne sont pas des illustrations des titres »